# Granjas el Venado
Granjas el Venado es una localidad de México.  Se ubica en el municipio de Cuauhtémoc y el estado de Chihuahua, en el noroeste del país, cerca 50 km al norte de Cuauhtémoc. El número de habitantes era de 585 en el año 2014. 
Granjas el Venado se ubica en medio de un área de asentamiento de menonitas de habla alemana que incluye decenas de miles de personas. Los pueblos más cercanos son Barrio Xochimilco, que está a 1,5 km al oeste y Rubio (oficialmente Colonia Álvaro Obregón), que está a 3 km al oeste. 
Granjas el Venado se encuentra a 2 055 metros sobre el nivel del mar. El área alrededor de Granjas el Venado se compone principalmente de tierras agrícolas. 
En la zona prevalece un clima frío de estepa. Temperatura media anual en la zona es 17 °C El mes más cálido es junio, cuando la temperatura promedio es 28 °C, y el más frío es enero, con 7 °C  La precipitación media anual es de 546 milímetros. El mes más lluvioso es septiembre, con un promedio de 154 mm de precipitación, y el más seco es febrero, con 2 mm de precipitación.